# Dumnonia
Dumnonia es el nombre latinizado de un reino o conjunto de subreinos britanos de la Britania posromana que existió entre el siglo IV y el siglo VIII d. C., en la península sudoccidental hoy conocida como Cornualles. Incluía el área conocida posteriormente como Devon, así como partes de Somerset y, posiblemente, Dorset. Su frontera oriental estaba sujeta a continuos cambios.

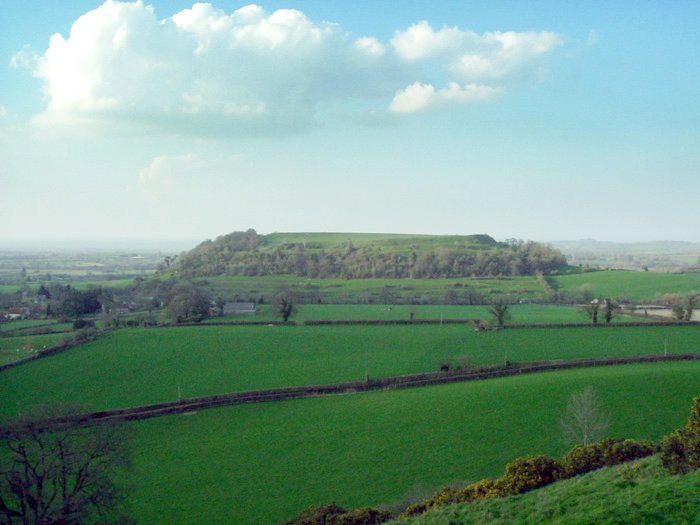
Castillo de Cadbury en Somerset

Se interpreta generalmente que incluía "Cornubia" o Cornualles, aunque el reino de Cornualles estaba poblado por una subtribu, los cornovii, que aparentemente poseyeron un alto grado de independencia que mantuvieron incluso después de que otras zonas de Dumnonia cayesen bajo control anglosajón, entre los siglos VII y X d. C.

## Nombre

Tribus célticas del sur de Britania al inicio del período romano

El nombre del reino procede de los dumnonii, una tribu celta britónica que habitaba ya el sudoeste de la isla cuando los romanos llegaron a Britania, de acuerdo con la Geographia de Claudio Ptolomeo. Variaciones del nombre Dumnonia incluyen “Domnonia” y “Damnonia”; este último lo acuñó san Gildas en el siglo VI d. C. haciendo un juego de palabras con la expresión latina “damnum”, que significa condenación. Era una manera un tanto jocosa de manifestar la negativa opinión que le merecía el entonces gobernante del reino, Constantino de Dumnonia. El nombre tiene orígenes etimológicos en la raíz protocéltica “*dumno-“, que significa tanto “profundo” como “mundo”. Otras tribus con nombres similares existieron en Escocia (Damnonii) e Irlanda (Fir Domnann). Posteriormente, el área empezó a ser conocida por los anglos del vecino Wessex como el reino de Gales Occidental, y llamaron a sus habitantes “Defnas” (i.e. gentes de Dumnonia). En galés antiguo, y de manera similar, en britónico sudoccidental, la expresión utilizada era “Dyfneint”, que ha sobrevivido en el nombre del condado de Devon (galés moderno: “Dyfnant”, cornuallés: “Dewnans”).
Como consecuencia de la emigración desde Britania sudoccidental al norte de la península de Armorica, un reino hermano, llamado Domnonia (bretón: “Dumnonea”, francés: “Domnonée”) fue establecido en la costa norte de lo que más tarde se conocería como Bretaña. Esta emigración se produjo en los siglos V d. C. y VI d. C. y se ha sugerido que los Dumnonii vieron el fin del Imperio romano como una oportunidad de establecer dominios en otros territorios.

## Cultura
Las conexiones culturales de los Dumnonii antes de la dominación romana, tal y como revela el estudio de sus cerámicas, eran más fuertes con la península de Armórica y con Gales e Irlanda que con el sudeste de Britania. El pueblo de Dumnonia hablaba muy probablemente un idioma britónico cercano al antecesor del cornuallés moderno y del bretón. La presencia de inmigrantes irlandeses (los déisi) está atestiguada por las inscripciones en Ogam sobre piedras que dejaron tras de sí. Aparte de la pesca y la agricultura, el principal recurso económico de los Dumnonii fue la extracción de estaño, mineral explotado desde la antigüedad y que se exportaba desde el puerto de "Ictis" (Monte Saint Michael o tal vez Monte Batten). La minería del estaño continuó durante la dominación romana y aparentemente alcanzó su máximo apogeo durante el siglo III d. C. La zona mantuvo los lazos comerciales con la Galia y con el Mediterráneo incluso después de la retirada romana y es presumible que el estaño jugase un papel muy importante en este comercio. A lo largo de toda la región se han encontrado numerosas piezas de cerámica posromana importada. En el siglo V d. C. se produce una intensificación en las importaciones procedentes del Mediterráneo y de Bizancio, hecho que todavía no tiene una explicación satisfactoria.
El cristianismo sobrevivió en Dumnonia tras la retirada romana de Britania, existiendo un gran número de cementerios cristianos tardorromanos y posromanos. En los siglos V y VI d. C., la zona fue evangelizada por los hijos de Brychan (legendario rey de Brycheiniog, en el sur de Gales) y por santos irlandeses, como san Piran, y galeses, como san Petroc o san Keyne. Hubo importantes monasterios en Bodmin y Glastonbury; también en Exeter, donde se encontraron enterramientos del siglo V d. C. muy cercanos a la catedral y que han sido interpretados como pertenecientes a la misión de san Bonifacio. Hay citas sobre la existencia de obispos cornualleses hasta el siglo IX d. C., momento en el que el territorio fue adscrito al obispado de Canterbury. La organización parroquial se desarrolló más tardíamente, en tiempos de la dominación normanda.